# Frederik af Danmark (1529-1556)
 Der er flere personer med dette navn, se Frederik af Danmark.
Frederik af Danmark (1529–27. oktober 1556) var den yngste søn af af Kong Frederik 1.
Han gjorde en gejstlig karriere og blev biskop i Slesvig og Hildesheim.

## Liv og gerning
Frederik blev født i 1529 som yngste søn af Kong Frederik 1. i hans ægteskab med Sophie af Pommern.
Frederik blev forudbestemt til at blive biskop og fik derfor en halvlærd opdragelse under ledelse af sin bror Christian 3.’s tyske hofpræst Andreas Jedicke. Ved delingen af hertugdømmerne Slesvig og Hertugdømmet Holsten i 1544 blev han forbigået, da hans brødre lovede at skaffe ham posten som ærkebiskop af Bremen i stedet. Da det ikke lykkedes, skaffede de ham foreløbig et kanonikat i Køln.
Da Frederik blev 20 år gammel, måtte hans brødre imidlertid anerkende hans ret til en del af hertugdømmerne, hvis stænder havde hyldet Frederik som medhertug. For at undgå det, overdrog Christian 3. ham Bispedømmet Slesvig med Svavsted, idet domkapitlet valgte ham til koadjutor hos biskoppen, Tileman van Hussen, den 7. april 1549.
Samme år indgik han i Assens en overenskomst med sine brødre, hvorved han opgav al ret til hertugdømmerne for deres og deres mandlige efterkommeres livstid. Til gengæld fik han udover Slesvig Stift tildelt årpenge på 9000 mark, indtil der kunne skaffes ham et større stift. Kort efter døde biskoppen, og Frederik, der allerede var indtrådt i hans ret, antog nu også titlen som biskop.
I 1552 opnåede han ligeledes at blive biskop af Hildesheim, hvor han ligesom i Køln stod i lydighedsforhold til paven. Han beholdt dog indtil videre stadig sine årpenge fra brødrene.
Frederik døde den 27. oktober 1556 hos sin mor i Kiel efter at have testamenteret alle sine ejendomme til sin broder, Hertug Adolf af Gottorp. Slesvig Stift havde han forpligtet sig til at overlevere til kongen, men overlod det før sin død alligevel til Adolf, der umiddelbart efter Frederiks død satte sig i besiddelse af det. De to brødre synes at have stået hinanden nær, også i deres lunkne Forhold til de kirkelige spørgsmål, som Christian 3. interesserede sig så meget for.